# Alfredo Brondi
Alfredo Brondi (Ferrara, 1874 - Milà, 1928) fou un baix italià. Estudià amb Squerzoni i, a Milà, amb Cesare Rossi, debutant el 1897 al Sociale d'Asola a Poliuto. Actuà a grans teatres italians i estrangers, entre d'altres, el Gran Teatre del Liceu de Barcelona.